# Шинон
Шинон (фр. Chinon) насеље је и општина у централној Француској у региону Центар (регион), у департману Ендр и Лоара која припада префектури Шенон.
По подацима из 2005. године у општини је живело 8 169 становника, а густина насељености је износила 209 становника/km². Општина се простире на површини од 39,02 km². Налази се на средњој надморској висини од 37 метара (максималној 112 m, а минималној 27 m).

## Демографија
| 1962. | 1968. | 1975. | 1982. | 1990. | 1999. | 2011. |
| ----- | ----- | ----- | ----- | ----- | ----- | ----- |
| 7.593 | 7.735 | 8.014 | 8.622 | 8.627 | 8.716 | 7.911 |

График промене броја становника у току последњих година